# The Standells
The Standells es una banda de rock and roll de los 1960 formada en Los Ángeles, California quienes tenían un estilo muy similar a The Seeds, manteniendo una forma sencilla y cruda de Rock and Roll denominada garage rock.

## Carrera
La Banda se formó en 1962 por el guitarrista Tony Valentuni y el organista Larry Tamblyn (5 de febrero de 1943-21 de marzo de 2025). El primer éxito de The Standells fue por el single, "Dirty Water," el cual llegó hasta el puesto 11 de los Billboard chart el 11 de junio de 1966.
The Standells hicieron algunas apariciones en televisión durante los años 1964-1966, en la telecomedia producida por la cadena CBS The Munsters en el episodio "Far Out Munster", la banda en esa ocasión se integró al programa e interpretaron las canciones "Come On and Ringo" y "I Want to Hold Your Hand" de The Beatles.

## Discografía
- Dirty Water 1965
- Why Pick On Me 1966
- Sometimes Good Guys Don't Wear White 1966
- Hot Ones 1967
- Try It 1967
- Riot on Sunset Strip 1967
- Rarities 1984
- Ban This! (1999 live recordings) 2000
- The Live Ones (1967 live recordings) 2001